# 123A busz (Budapest)
A budapesti 123A jelzésű autóbusz a Határ út metróállomás és a Szentlőrinci úti lakótelep között közlekedik. A vonalat a Budapesti Közlekedési Zrt. üzemelteti. A járműveket a Dél-pesti autóbuszgarázs állítja ki.

## Története
A 2008-as paraméterkönyv előtt 123-as jelzéssel közlekedett Határ út, metróállomás és a Szentlőrinci úti lakótelep között.
2015. október 1-jétől Száva kocsiszínnél is megáll.
2021. október 9-étől hétvégente és ünnepnapokon, valamint 2024. február 12-étől munkanapokon 20 óra után az autóbuszokra kizárólag az első ajtón lehet felszállni, ahol a járművezető ellenőrzi az utazási jogosultságot.

## Útvonala
| Szentlőrinci úti lakótelep felé |
| Határ út M vá. – Ferde utca – Határ út – Mártírok útja – Temesvár utca – Ady Endre tér – Wesselényi utca – Orsolya utca – Pacsirta utca – Virág Benedek utca – Köves út – Újtelep út – Szent László utca – Buszforduló utca – Szentlőrinci úti lakótelep vá.                        |
| Határ út felé |
| Szentlőrinci úti lakótelep vá. – Szent László utca – Újtelep út – Köves út – Virág Benedek utca – Ábrahám Géza utca – Eperjes utca – Wesselényi utca – Ady Endre tér – Temesvár utca – Mártírok útja – Határ út – Távíró köz – Távíró utca – Üllői út – Ferde utca – Határ út M vá. |

## Megállóhelyei
Az átszállási kapcsolatok között az azonos, de hosszabb útvonalon közlekedő 123-as busz nincs feltüntetve.
| 0  | Határ út M végállomás                  | 23 | 66, 66B, 66E, 84E, 89E, 94E, 99, 142E, 194, 194B, 294E 42, 50, 52 626, 628, 629, 660 1080, 1110 | Autóbusz-állomás, Metróállomás, Shopmark bevásárlóközpont |
| ∫  | Száva kocsiszín                        | 22 |                                                                                                 | Száva kocsiszín                                           |
| ∫  | Távíró utca                            | 20 | 84E, 89E, 181, 281                                                                              |                                                           |
| 2  | Mészáros Lőrinc utca                   | ∫  | 66, 66B 52                                                                                      |                                                           |
| 4  | Nagykőrösi út / Határ út               | 18 | 54, 55, 66, 66B, 66E, 84E, 89E, 94E, 148, 254E, 255E, 294E 3, 52                                |                                                           |
| 5  | Mártírok útja / Határ út               | 15 | 66, 66B, 148 3, 52                                                                              |                                                           |
| 6  | Szigligeti utca                        | 14 | 66, 66B, 148                                                                                    |                                                           |
| 7  | Kossuth Lajos utca / Mártírok útja     | 13 | 66, 66B, 148                                                                                    |                                                           |
| 8  | Mártírok útja / Nagysándor József utca | 12 | 99, 151                                                                                         |                                                           |
| 9  | Zobor utca                             | 11 | 99                                                                                              |                                                           |
| 10 | Magyar utca                            | 10 | 99                                                                                              |                                                           |
| 11 | Temesvár utca / Mártírok útja          | 9  | 99                                                                                              |                                                           |
| 13 | Ady Endre tér                          | 8  | 99, 224, 224E                                                                                   |                                                           |
| 14 | Wesselényi utca / Eperjes utca         | 7  | 224, 224E                                                                                       |                                                           |
| 15 | Szalárdi Mór utca                      | ∫  | 224, 224E                                                                                       |                                                           |
| 16 | Pacsirta utca                          | ∫  | 224, 224E                                                                                       |                                                           |
| ∫  | Eperjes utca                           | 6  | 224, 224E                                                                                       |                                                           |
| 17 | Előd utca                              | 5  | 35, 224, 224E                                                                                   |                                                           |
| 18 | Jahn Ferenc Kórház                     | 4  | 35, 36, 135, 224, 224E                                                                          | Jahn Ferenc Kórház                                        |
| 19 | Mesgye utca                            | 3  | 35, 36, 135, 224, 224E                                                                          |                                                           |
| ∫  | Maros utca                             | 2  | 35, 135, 224, 224E                                                                              |                                                           |
| 20 | Dinnyehegyi út                         | 2  | 35, 135, 224, 224E                                                                              |                                                           |
| 21 | Szent László utca / Újtelep út         | 1  | 35, 135, 224, 224E                                                                              |                                                           |
| 22 | Szentlőrinci úti lakótelep végállomás  | 0  | 35, 135 (ünnepnapokon), 224, 224E                                                               | Szentlőrinci úti lakótelep                                |